# Clara Thompson
Clara Mabel Thompson (Providence, Rhode Island, 3 de octubre de 1893; Nueva York, 20 de diciembre de 1958) fue una médica, psicoanalista y psicoterapeuta estadounidense conocida por sus aportes en el área de la psicología de la mujer. En colaboración con Karen Horney, Harry Stack Sullivan, William Silverberg y Erich Fromm formó parte de la corriente crítica conocida como «neopsicoanalítica»,  escuela neofreudiana o «corriente culturalista» que en 1941 fundó en Nueva York la organización  Association for the Advancement of Psychoanalysis como institución independiente de la Asociación Psicoanalítica Internacional. Más adelante y tras un fuerte conflicto con Horney, se retiró también de esta institución para fundar, junto a Sullivan y Fromm, un nuevo instituto que finalmente se denominó William Alanson White Institute.

## Biografía
Clara creció en una familia acomodada de Providence. Su padre había hecho una carrera exitosa y ejercía un cargo directivo en una empresa farmacéutica. Su madre era activa seguidora de la religión evangélica bautista. La primera vocación de Clara fue convertirse en médica misionera, de modo que con este objetivo en la mira, ingresó en 1912 al Women's College de la Universidad Brown en su ciudad natal.  
En 1916 se mudó a Maryland para comenzar en Baltimore sus estudios en la escuela de medicina de la Universidad Johns Hopkins. En 1920, tras haber obtenido su título de médica general, continuó sus estudios de la especialidad en psiquiatría. Trabajó en la Clínica Phipps de la Universidad Johns Hopkins, que por aquel entonces dirigía su fundador, el connotado psiquiatra y neuropatólogo suizo Adolf Meyer. Durante su trabajo en esta clínica psiquiátrica universitaria conoció a Harry Stack Sullivan, con quien estrechó lazos de amistad profunda y colaboración duradera.
En 1923 comenzó un psicoanálisis con Joseph Cheesman Thompson, un psicoanalista que, a pesar de la coincidencia de apellidos, no tenía ninguna relación familiar con ella.
Trabajó algún tiempo más como psiquiatra en la Clínica Phipps, pero también comenzó a atender pacientes en su consultorio privado. Entre 1928 y 1929 permaneció en Budapest para continuar su análisis con Sándor Ferenczi, a quien por aquel entonces admiraba y compartía muchos de sus enfoques teóricos en psicoanálisis. Regresó por un breve período a Estados Unidos y en 1930 fue nombrada presidente de la Asociación Psicoanalítica de Washington-Baltimore. Pero enseguida volvió a Budapest, donde vivió hasta el fallecimiento de Ferenczi en 1933.
A su regreso en EE. UU. se estableció en Nueva York y en 1936 se incorporó a la Sociedad Psicoanalítica de Nueva York en 1936. En el seno de esta asociación, formaba parte además un grupo crítico informal conocido como Zodiac Club y que integraban también Sullivan, Fromm y Karen Horney. Cuando esta última, debido a su pensamiento disidente, fue conminada en 1941 a renunciar a la Sociedad Psicoanalítica, Clara Thompson solidarizó con ella. Tanto Thompson como  el Zodiac Club completo,  renunciaron a la sociedad «oficial» psicoanalítica  y fundaron una entidad independiente: la Association for the Advancement of Psychoanalysis. Pronto se sumaron a la nueva asociación otros críticos culturalistas del freudismo, tales como Margaret Mead y Abram Kardiner. 
Thompson y Sullivan, sin embargo, muy pronto abandonaron la nueva asociación, en medio de la controversia acerca de quiénes podían fungir como analistas didácticos. Se impuso la idea de Horney de sólo permitir a los médicos la enseñanza del psicoanálisis, prohibiendo a Erich Fromm enseñar, por el solo hecho de no serlo.Al nuevo grupo escindido que se creó bajo la dirección de Clara Thompson se sumó también Frieda Fromm-Reichmann y crearon otro instituto, que ya no llevará el nombre de "psicoanalítico": el New Yorker Institut der Washington School of Psychiatry, que a partir de 1946 se denominó William Alanson White Institute.
Desde el punto de vista teórico, el instituto se alineó con el psicoanálisis interpersonal propuesto por Sullivan y el enfoque psicosocial de Erich Fromm. La diferencia esencial con las tesis freudianas consiste en que las claves del desarrollo de la personalidad no habría que buscarlas en las fuentes y destinos de la pulsión o en la estructura pulsional, sino en las influencias culturales y en las relaciones interpersonales. En este contexto, también le asigna un papel decisivo a la relación que se establece entre el terapeuta y el paciente.

## Publicaciones
Aunque no existe una publicación en español de todos los artículos que aparecen en la lista siguiente, se incluye aquí una traducción de su título:
- The role of women in this culture.[El rol de la mujer en esta cultura] Psychiatry 4, 1942, 1-8
- Cultural pressures in the psychology of women. [Las presiones culturales en la psicología de la mujer]  Psychiatry 5, 1942, 331-339
- Penis envy in women (1943).[La envidia del pene en las mujeres] In J. Baker-Miller (Hg.): Psychoanalysis and Women. Harmondsworth 1974, 51-84
- The therapeutic technique of Sandor Ferenzci. A comment [La técnica terapéutica de Sandor Ferenzci. Un comentario] IJP 24, 1943, 64-66
- Ferenczi's contribution to psychoanalysis [La contribución de Ferenczi al Psicoanálisis]. Psychiatry 7, 1944, 246f
- Harry Stack Sullivan, the man [Harry Stack Sullivan, el hombre]. Psychiatry 12, 1949, 435-437
- Psychoanalysis. Evolution and Development. New York 1950 [El psicoanálisis. Evolución y desarrollo]
- Towards a psychology of women [Hacia una psicología de la mujer]. Pastoral Psychology 4, 1953, 29-38
- The different schools of psychoanalysis [Las diferentes escuelas de psicoanálisis]. American Journal of Nursing 57, 1957, 1304-1307
- Interpersonal Psychoanalysis. The Selected Papers of Clara M. Thompson [Psicoanálisis interpersonal. Articulos escogidos de Clara M. Thompson]. Editor: M. R. Green. New York 1964
- On Women [Sobre la mujer]. Selected from Interpersonal Psychoanalysis. New York 1986
- Sándor Ferenczi, 1873-1933. Contemp Psychoanal 24, 1988, 182-195 (publicado también en el sitio web de Sandor Ferenczi)